# Isla de San Antón (La Coruña)
La Isla de San Antón (Illa de Santo Antón o A Illa do Santo en gallego) es una isla española de la provincia de La Coruña, situada en el puerto de la ciudad vieja de La Coruña. Se trata de una de las estampas más conocidas de la ciudad herculina.
Pese a su reducido tamaño (1,1 hectáreas), está enteramente fortificada y unida por un puente, construido en la década de 1940, a la ciudad.
A finales de la Edad Media existía ya en la isla una pequeña ermita dedicada a San Antonio en la que se recogía y atendía a los navegantes enfermos. Posteriormente se convirtió (como otras islas gallegas) en lazareto. Con la concesión, por parte de Carlos I, de la Casa de Contratación de Especias o casa de la Especiería, el puerto de La Coruña se convirtió en un objetivo para los enemigos de la Corona, por lo que el Rey ordenó una serie de medidas para reforzar las defensas de la ciudad, entre ellas la construcción de una fortaleza en la isla, construcción que comenzaría en el año 1587.
En 1590, durante el ataque de Francis Drake, las nuevas baterías del castillo se mostraron muy efectivas en la defensa de la ciudad por lo que Felipe II ordenó a su arquitecto que continuara y finalizara las obras del castillo. La fortaleza fue dada por terminada en el año 1590, con la construcción de los alojamientos para la tropa, el aljibe y la torre.
Tras un ataque francés en el siglo XV, el marqués de Valparaíso propuso a Felipe IV la reforma de la fortificación, que concluiría en el siglo XVIII, cuando se construyó la casa del Gobernador con su capilla neoclásica en el eje de la composición del edificio.
Desde comienzos del siglo XVIII y hasta el año 1960, en que el Ministerio del Ejército lo cedió al Ayuntamiento, perdió su carácter militar y se convirtió en prisión. Entre sus reclusos cabe destacar a Malaspina, Melchor Macanaz, el general Villarroel y el mariscal de campo Díaz Porlier.
Después de su cesión al Ayuntamiento, en el año 1964 se inician las obras, dirigidas por Pons Sorolla, para convertirlo en museo, y que se terminan en el año 1968. Hoy en día mantiene su estatus como Museo Arqueológico Municipal.
- Datos: Q9009788